# 도요나카역
도요나카역(일본어: 豊中駅, とよなかえき)은 일본 오사카부 도요나카시에 있는 한큐 전철 다카라즈카 본선의 역이다. 역 번호는 HK-46이다.
급행은 당역에서 다카라즈카, 미노오 방면으로 각 역에 정차한다. 특급 "히나세 익스프레스" 이외의 모든 종류가 정차한다.

## 역사
- 1913년 9월 29일: 미노오아리마 전기궤도(현, 한큐 전철)의 역으로 영업 개시.
- 1986년 12월 1일: 다이아 개정으로 인하여 급행 정차역으로 승격.(평일 러시아워의 일부는 통과)
- 1997년
  - 11월 8일: 소네 역에서 당역까지 다카라즈카 방면 선로 고가화. 10량 편성 대응 플랫폼이 완성됨.
  - 11월 16일: 다이아 개정에 의하여 급행 종일 정차.
- 2000년 11월 29일: 고가화 완료.
- 2013년 12월 21일: 역 번호 도입.
- 2015년 3월 21일: 다이아 개정에 의하여 통근급행, 통근준급이 폐지되어 신설된 통근특급의 정차역이 된다.

## 역 구조
섬식 승강장 1면 2선의 고가역이다. 다카라즈카 방향에 인상선이 있고, 오사카 방향에 유치선이 2개 존재하기 때문에, 정류장은 아니다. 승강장 자체가 커브를 그리면서 다소 경사도 있다. 승강장 유효 길이는 10량 편성 대응이다. 지상역 시절에는 8량 편성분으로, 아침이나 저녁 러시아워의 급행은 통과하는 준급행이나 보통 열차가 정차했다.
개찰구와 대합실은 2층, 승강장은 3층에 있다. 개찰구는 북쪽 개찰구와 남쪽 개찰구 2곳 있다.

### 승강장
| 번호 | 노선              | 방향 | 행선                                                |
| ---- | ----------------- | ---- | --------------------------------------------------- |
| 1    | ■ 다카라즈카 본선 | 하행 | 이시바시・가와니시노세구치・미노오・다카라즈카 방면 |
| 2    | ■ 다카라즈카 본선 | 상행 | 오사카 (우메다)・고베・교토・기타센리 방면          |

- 연속 입체교차 사업 때문에 오카마치 역이나 소네역과 마찬가지로 배선은 지상역 시절의 상대식 승강장에서 섬식 승강장으로 변경되었을 뿐 기본적인 배선을 바꾸지 않았다. 입체교차 시 역 자체를 서쪽으로 이동시킴으로써 곡선 반경은 상당히 완화되었다.
- 평일 아침 러시아워에는 당역 시발의 상행 보통 열차가 7편성 설정되어, 당역 시발 열차용 승차 위치적 목표가 통상적인 것보다 다카라즈카 방향에 설치되어 있다. 또, 아침 러시아워에 2개, 저녁 러쉬 시에 1개만 당역 종착의 하행 보통 열차가 설정되어 있다. 입체 교차 사업 공사 중 입환선이 철거되고 있을 때는 당역 종착의 열차는 이시바시역 4번 선까지 회송되어 다시 당역까지 회송, 당역 시발의 우메다 행이 되는 운행 형태였다.

## 역 주변
- 도요나카 시립 오이케 초등학교
- 도요나카 이나리 신사
- 이나리야마 공원
- 고교 야구의 발상지 메모리얼 파크(구, 도요나카 그라운드)
- 도요나카 시 소방국・키타 소방서
- 도요나카 우체국
  - 유초 은행 도요나카점
- 도요나카혼마치 우체국
- 도요나카 다치바나 우체국
- 일본연금기구 도요나카 연금 사무소
- 미쓰이스미토모 은행 도요나카 지점
- 미쓰이스미토모 신탁 은행 도요나카 지점
- 리소나 은행 도요나카 지점
- 미쓰비시도쿄UFJ은행 도요나카 지점・도요나카 역전 지점
- 긴키오사카 은행 도요나카 지점
- 이케다센슈 은행 도요나카 지점
- 교토 은행 도요나카 지점
- 라도레 토요나카(한큐 오아시스 등)
- 다이에이 도요나카 역전점
- 긴자 상점가
- 도요나카 1초메 상점가

## 사진

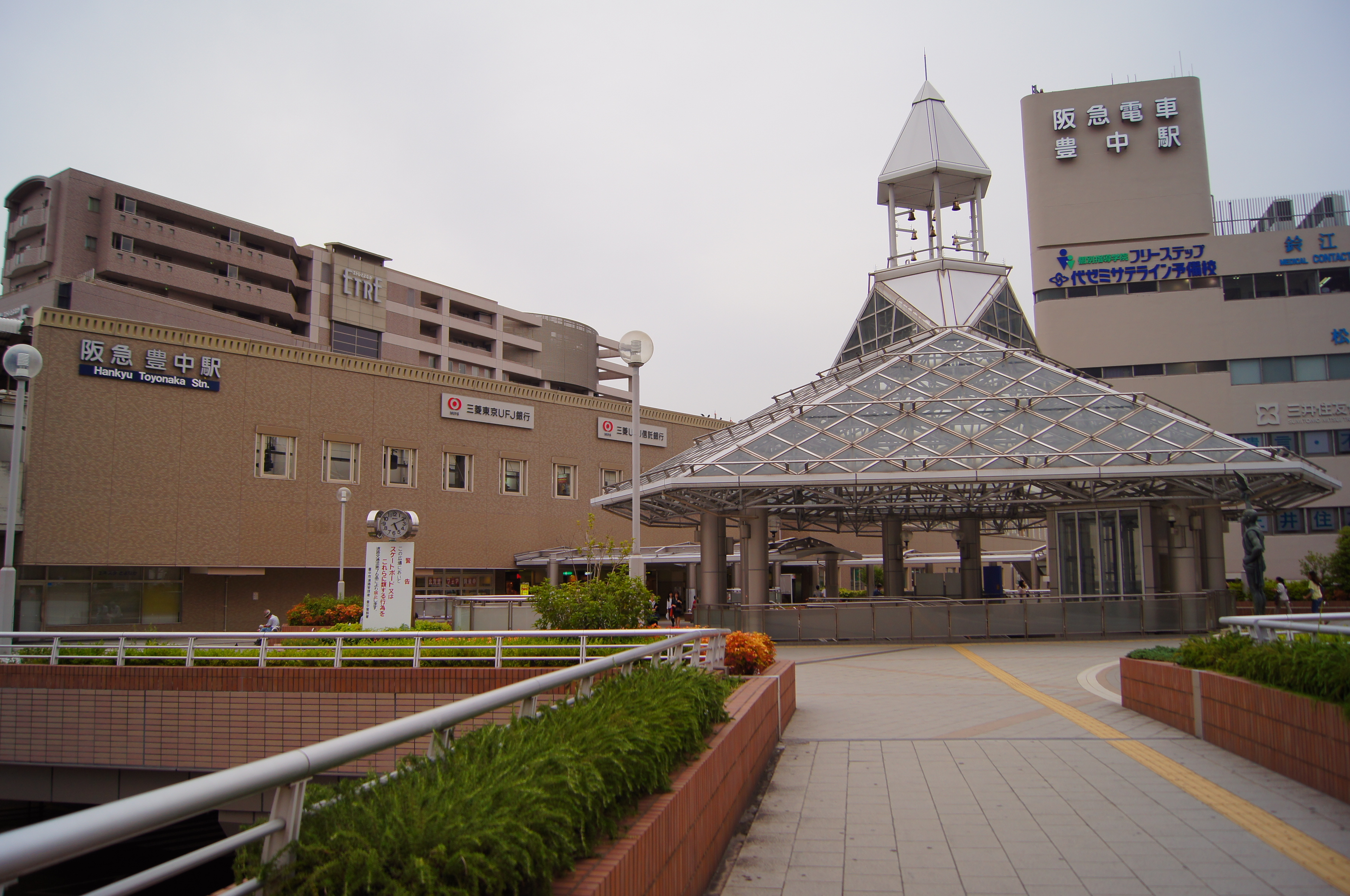
역전 광장
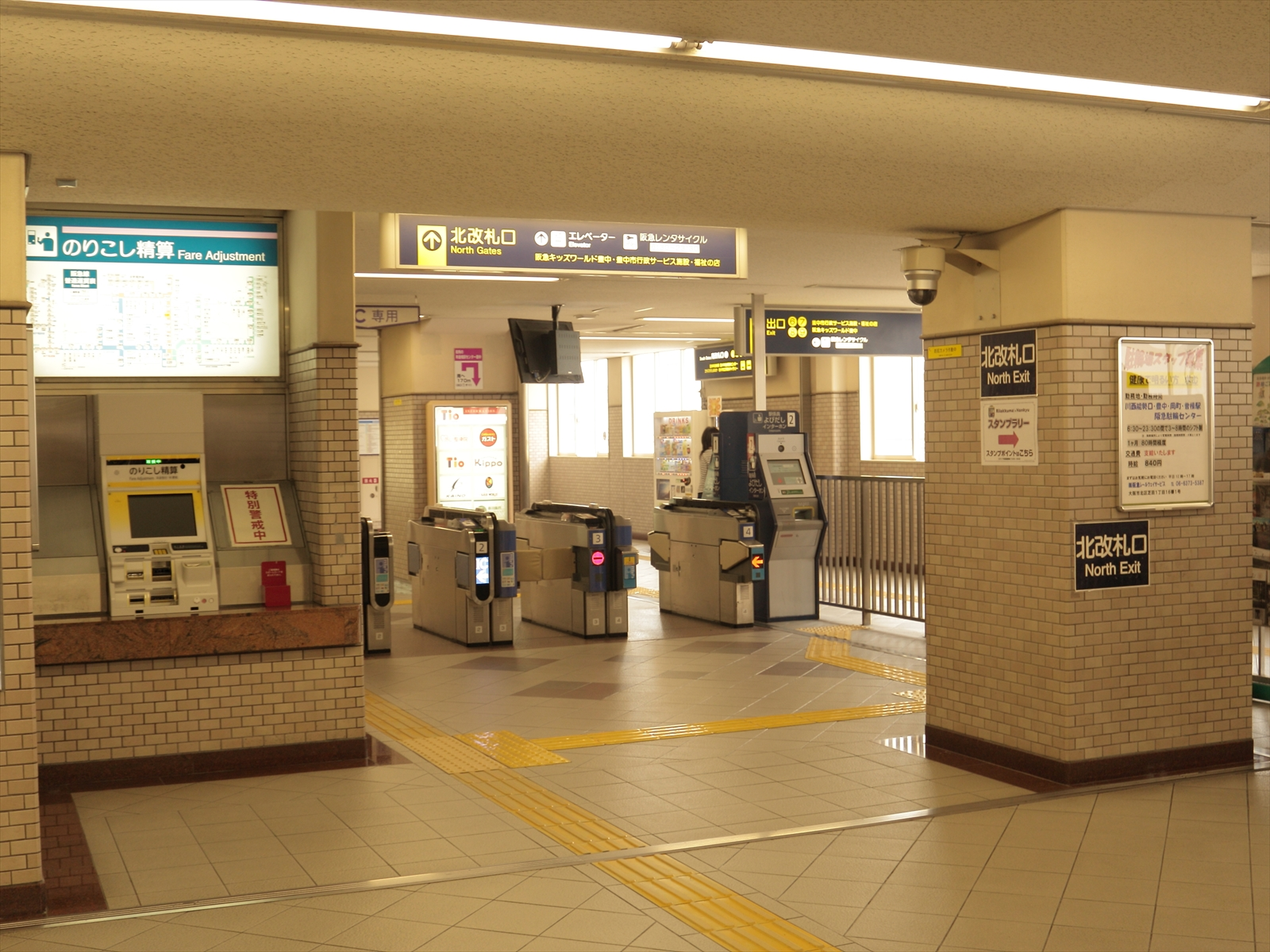
북쪽 개찰구
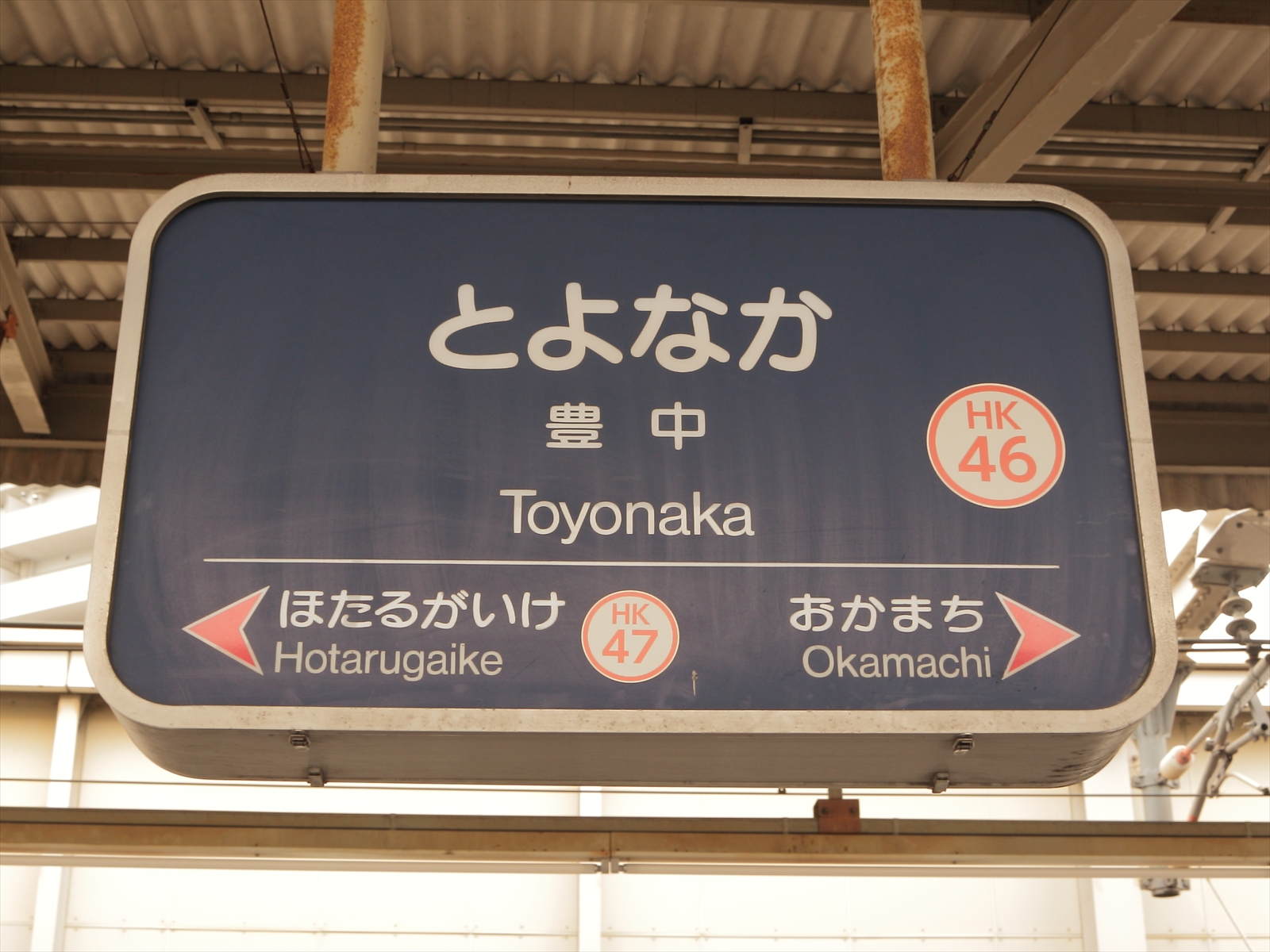
역명판

## 인접역
| 한큐 전철 ■ 다카라즈카 본선 | 한큐 전철 ■ 다카라즈카 본선 | 한큐 전철 ■ 다카라즈카 본선                                        |
| --------------------------- | --------------------------- | ------------------------------------------------------------------ |
| HK-03 주소 우메다 방면      | ■ 통근특급(우메다 행만)     | 이시바시 HK-48 가와니시노세구치 방면                               |
| HK-03 주소 우메다 방면      | ■ 급행                      | 호타루가이케 HK-47 다카라즈카 방면                                 |
| HK-45 오카마치 우메다 방면  | ■ 준급 ■ 보통               | 호타루가이케 HK-47 미노오・히바리가오카하나야시키・다카라즈카 방면 |